# 우에하라 에쓰지로

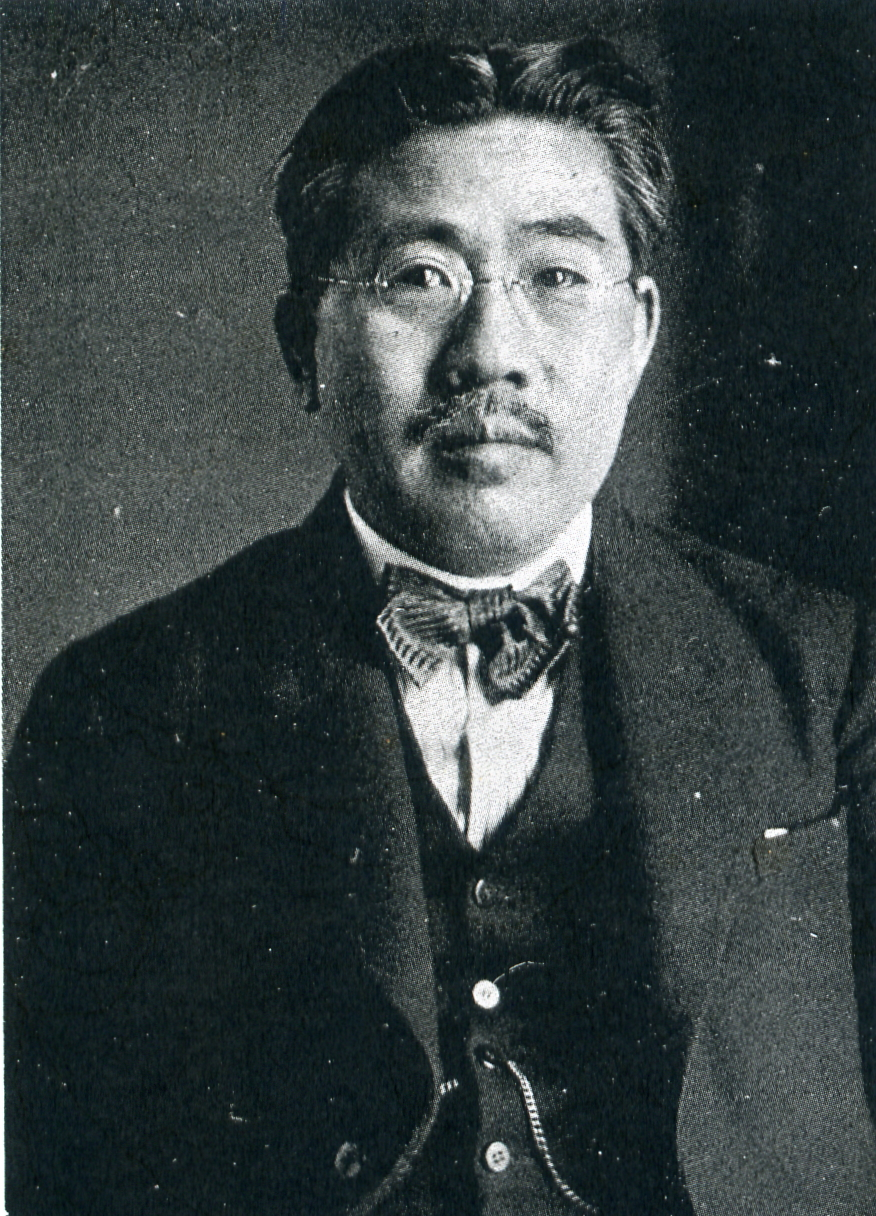
우에하라 에쓰지로

우에하라 에쓰지로(일본어: 植原 悦二郎 우에하라 에츠지로[*], 1877년 5월 15일 ~ 1962년 12월 2일)는 일본의 정치인이자 정치학자로, 국무대신과 내무대신을 지냈다.
1877년, 나가노현에서 태어나, 1899년에 미국으로 건너갔다. 워싱턴 주립 대학교를 졸업하고, 런던대학교 대학원을 수료하였다. 귀국 후, 메이지 대학, 릿쿄 대학 교수, 도쿄고등공업학교 (지금의 도쿄 공업대학) 강사를 지냈으며, 정치학과 비교헌법론을 강의하였다. 그는 요시노 사쿠조(植原悦二郎)의 민본주의 (民本主義) 에 대하여, 일본 천황에게 통치권은 있지만, 주권은 국민에게 있다는 국민주권론을 주장하는 등, 급진적인 다이쇼 민주주의자로서 언론 활동을 전개하였다.
1917년, 이누카이 쓰요시의 요청으로 총선거에 입헌국민당 (立憲国民党) 공인으로 구 나가노 현 전체구에 입후보해 당선되었고, 이후 13번 당선되었다. 보통선거법 실현에 힘쓰면서, 이누카이를 따라 혁신구락부 (革新倶楽部)에서 입헌정우회 (立憲政友会) 로 소속을 옮겼다. 1924년 가토 다카아키 내각에서 체신참여관, 1926년 다나카 기이치 내각에서 외무참여관이 되었고, 1932년부터 1936년까지 중의원의 부의장을 지냈다.
1940년 결성된 관제 국민조직 대정익찬회 (大政翼贊會) 에 비판적인 입장을 취하였으며, 1942년 익찬선거 (翼賛選挙)에서 낙선하였다. 전후 하토야마 이치로, 아시다 히토시, 안도 마사즈미 (安藤正純) 등과 일본 자유당 결성에 참가하였다. 1945년, 제1차 요시다 내각에서 국무대신이 되었고, 개조 (改造) 후에는 내무대신이 되었다. 1962년, 사망하였다.